# 欧努瓦莱瓦朗谢讷
欧努瓦莱瓦朗谢讷（法語：Aulnoy-lez-Valenciennes，法語發音：[o(l)nwa le valɑ̃sjɛn] ⓘ，意为“瓦朗謝訥附近的欧努瓦”）是法国上法蘭西大區北部省的一个市镇，属于瓦朗谢讷区。

## 地理
欧努瓦莱瓦朗谢讷（50°19'53"N, 3°31'48"E）面积6.12 平方千米，位于法国上法蘭西大區北部省，该省份为法国最北部的省份及最长的省份，西北濒北海，西接加来海峡省，南至埃纳省和索姆省，东与比利时接壤。
与欧努瓦莱瓦朗谢讷接壤的市镇（或旧市镇、城区）包括：马尔利、索尔坦、特里特圣莱热、瓦朗謝訥、阿特尔、法马尔斯、普雷佐。
欧努瓦莱瓦朗谢讷的时区为UTC+01:00、UTC+02:00（夏令时）。

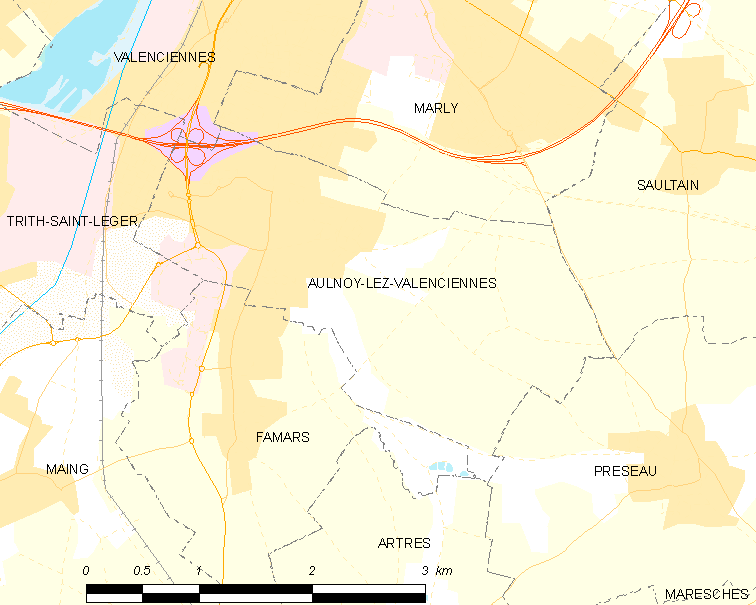
欧努瓦莱瓦朗谢讷的OSM定位图

## 行政
欧努瓦莱瓦朗谢讷的邮政编码为59300，INSEE市镇编码为59032。

## 政治
欧努瓦莱瓦朗谢讷所属的省级选区为欧努瓦莱瓦朗谢讷县。

## 人口

1962-2008年间欧努瓦莱瓦朗谢讷人口变化图示

欧努瓦莱瓦朗谢讷于2022年1月1日时的人口数量为7125人。